# Persia White
Pour les articles homonymes, voir White.
Persia White, née le 25 octobre 1972 à Miami, est une actrice et chanteuse américaine.

## Biographie
Persia White est née à Miami mais a passé plusieurs années aux Bahamas avant que sa famille ne revienne aux États-Unis lorsqu'elle avait cinq ans. Elle s'initie à la danse et au théâtre vers l'âge de dix ans. Après le lycée, elle est mannequin pour l'agence Ford Model Management et part ensuite à Los Angeles pour poursuivre une carrière d'actrice. Elle a fait des apparitions dans plusieurs séries télévisées avant d'obtenir l'un des rôles principaux dans la série Girlfriends de 2000 à 2008, qui la fait accéder à la célébrité. Elle a ensuite eu un rôle récurrent dans la série Vampire Diaries.
En tant que musicienne, elle a été la chanteuse et auteur-compositeur du groupe de rock industriel XEO3. Son premier album solo, Mecca, est sorti en 2009.

### Vie privée
Le 7 octobre 1995, à 22 ans, elle donne naissance à sa fille, prénommée Mecca White - qu'elle élève alors seule. 
Le 28 février 2008, elle épouse le musicien et rappeur, Saul Williams, après seulement quelques mois de relation. En janvier 2009, elle annonce leur divorce.
Depuis octobre 2011, elle partage la vie de l'acteur et réalisateur britannique, Joseph Morgan - rencontré quelques mois auparavant sur le tournage de Vampire Diaries. Ils se fiancent en mai 2014, puis se marient deux mois plus tard, le 5 juillet. 
Elle est végane et est engagée dans plusieurs associations écologistes et pour la défense des droits de l'homme et des animaux. Elle a d'ailleurs participé à la production du documentaire Earthlings, en faveur de la protection animale.

## Filmographie

### Cinéma
- 1999 : Blood Dolls : Black Baby
- 2012 : Dysfunctional Friends (en) : Trenyce
- 2012 : Black November : Tracey

### Télévision
- 1996 : New York Police Blues (série télévisée, saison 3 épisode 12) : Margie
- 1996 : Sauvés par le gong : La Nouvelle Classe (série télévisée, saison 4 épisode 6) : Heather
- 1997 : Code Lisa (série télévisée, saison 5 épisode 4) : Kim
- 1997 : Burning Zone : Menace imminente (The Burning Zone) (série télévisée, saison 1 épisode 12) : Jenny
- 1997 : Sister, Sister (série télévisée, saison 4 épisode 16) : Anya
- 1997 : Buffy contre les vampires (série télévisée, saison 1 épisode 1) : Aura
- 1997-1998 : Breaker High (série télévisée, 44 épisodes) : Denise Williams
- 1998 : Brooklyn South (série télévisée, saison 1 épisode 20) : Cinnamon
- 1999 : Clueless (série télévisée, saison 3 épisode 14) : Veronica
- 2001 : Angel (série télévisée, saison 2 épisode 20) : Aggie
- 2000-2008 : Girlfriends (série télévisée, 170 épisodes) : Lynn Searcy
- 2012-2013, 2017 : Vampire Diaries (série télévisée, 6 épisodes) : Abby Bennett Wilson